# 坎布里亞郡
坎布里亞郡（英語：Cumbria，/ˈkʌmbriə/ KUM-bree-ə），英國英格蘭西北部的名誉郡。以人口計算，卡萊爾市是第一大（亦是唯一一個）城市以及第一大市鎮（Town），巴羅因弗內斯是第二大鎮。坎布里亚人口和面積都分別是498,800和6,768平方公里。
在1974年至2023年间，坎布里亚也作为非都市郡存在。2023年4月1日期，坎布里亚郡理事会取消，以坎伯兰和威斯特摩兰-弗内斯两个单一管理区理事会取代。

## 歷史

### 设立

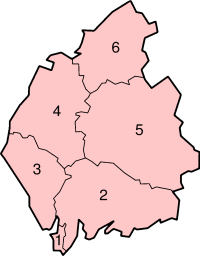
1. 巴羅因弗內斯
2. 南萊克蘭
3. 科普蘭
4. 阿勒代爾
5. 伊登
6. 卡萊爾市

《1972年地方政府法案》在1974年4月1日生效，坎布里亞成立，其辖区包含原坎伯兰和威斯特摩兰两郡以及原兰开郡北部。坎布里亚管轄6個非都市區：巴羅因弗內斯（Barrow-in-Furness）、南萊克蘭（South Lakeland）、科普蘭（Copeland）、阿勒代爾（Allerdale）、伊登（Eden）、卡萊爾市（City of Carlisle）。

### 撤销
2023年4月1日，坎伯兰郡理事会撤销，在其原辖区北部设立单一管理区坎伯兰，南部设立单一管理区威斯特摩兰-弗内斯。坎布里亚作为非都市郡停止存在，但作为名誉郡则继续存在。

## 地理
下圖顯示英格蘭48個名譽郡的分佈情況。坎布里亞，東北與諾森伯蘭郡相鄰，東與達勒姆郡相鄰，東南與北約克郡相鄰，南與蘭開夏郡相鄰，西臨愛爾蘭海。

## 外部連結
- 坎布里亞郡旅遊局（页面存档备份，存于）